# 臺北市信義區三興國民小學
臺北市信義區三興國民小學（英語：Taipei Sanxing Elementary School），簡稱三興國小，是臺北市信義區的市立國民小學，位於基隆路二段99號，鄰近台北醫學大學、臺北市立信義國民中學、臨江街觀光夜市。
三興國小為臺灣EBL小學籃球聯賽甲組的傳統名校，曾於台北小巨蛋為國民體育日的體育表演會與SBL裕隆納智捷籃球隊同台表演。

## 歷史沿革
- 1955年8月，派席慧珍為首任校長，並策劃歸併校地，興建校舍，始具雛形。因座落三張犁，並為紀念原校興雅而命名三興國民學校。
- 1965年9月拆舊換新改建校舍。
- 1968年更名為台北市松山區三興國民小學，3月撥出四、五年級學生，成立光復國小。
- 1969年重新劃分學區，撥交吳興國小二十二班。
- 1979年拆舊校舍改建為四樓校舍。
- 1987年8月創立附設幼稚園。
- 1990年3月更名為台北市信義區三興國民小學。

## 外部連結
- 臺北市三興國民小學 （页面存档备份，存于）
- 臺北市信義區三興國民小學的Facebook專頁
- YouTube上的臺北市信義區三興國民小學官方頻道